# Psychotria mapourioides
Psychotria mapourioides är en måreväxtart som beskrevs av Dc.. Psychotria mapourioides ingår i släktet Psychotria och familjen måreväxter. Inga underarter finns listade i Catalogue of Life.